# Rosa lucieae
Rosa lucieae — вид растений, относящихся к роду Шиповник (лат. Rósa) семейства Розовые.
Китайское название: 光叶蔷薇 (guāng yè qiáng wēi).

## Естественные разновидности
По данным The Plant List:
- Rosa lucieae var. lucieae

По данным Tropicos.org. Missouri Botanical Garden.:
- Rosa lucieae var. lucieae
- Rosa lucieae var. rosea H.L.Li, 1952
- Rosa lucieae var. wichurana (Crep.) Koidz., 1913

## СинонимыRosa lucieaevar.lucieae
По данным The Plant List:
- Rosa acicularis var. taquetii (H. Lev.) Nakai
- Rosa lucieae var. wichurana (Crep.) Koidz.
- Rosa taquetii H. Lev.
- Rosa wichurana Crep.
- Rosa wichurana f. simpliciflora T.C. Ku

В розоводческой литературе встречается название:
- 'Wichuraiana'[8]

## Распространение
Китай (Фуцзянь, Гуандун, Гуанси, Тайвань, провинция Чжэцзян), Япония (Рюкю), Корея, Филиппины.
До 500 метров над уровнем моря. Кустарниковые заросли, морские скалы, побережья, часто на известняковых породах.

## Описание
Диплоид.
Кусты распростёртые, 3—6 метров шириной, до 185 см высотой. Побеги иногда укореняются в местах соприкосновения с грунтом. Ветви красно-коричневые, круглые в сечении, опушённые в молодом возрасте, колючки плоские, часто с оттенком фиолетового, красного, изогнутые или почти прямые, до 5 мм, постепенно сужающийся с широким основанием.
Листья 5—10 см (включая черешок), по краю пильчатые или зубчатые, верхушки заостренные, черешок колючий. Листочки (5—7, редко 9) тёмно-зелёные, эллиптические, яйцевидные или обратнояйцевидные, 1—3 × 0,7—1,5 см, голые, вершины округлые, тупые или острые.
Цветки многочисленные, в щитке или одиночные, 1,5—3 см в диаметре. Цветоножки 6—10 мм, прицветники опадающие, яйцевидные. Чашелистиков 5, ланцетные или яйцевидно-ланцетные, цельнокрайные, с заостренными верхушками. Лепестков 5, белые или розовые, душистые, обратнояйцевидные, вершины тупые.
Цветение в апреле-июле, созревание семян в октябре-ноябре.

## В культуре
Rosa wichurana использовалась в создании класса сортов роз: Гибриды розы Вишурана (англ. Hybrid Wichurana).
Иногда выращивается, как декоративный, однократно цветущий кустарник.
Зоны морозостойкости (USDA-зоны): от 5b (−23.3 °C… −26.1 °C) до более тёплых.